# 天神之后堂 (芝加哥)
天神之后堂（英語：Saint Mary of the Angels)是一座罗马天主教教堂，位于美国芝加哥巴克镇 North Hermitage Avenue1810号。
该堂为典型的“波兰主教座堂风格”，是肯尼迪高速公路沿线众多的波兰教堂之一。弥撒语言使用英语、波兰语和西班牙语。

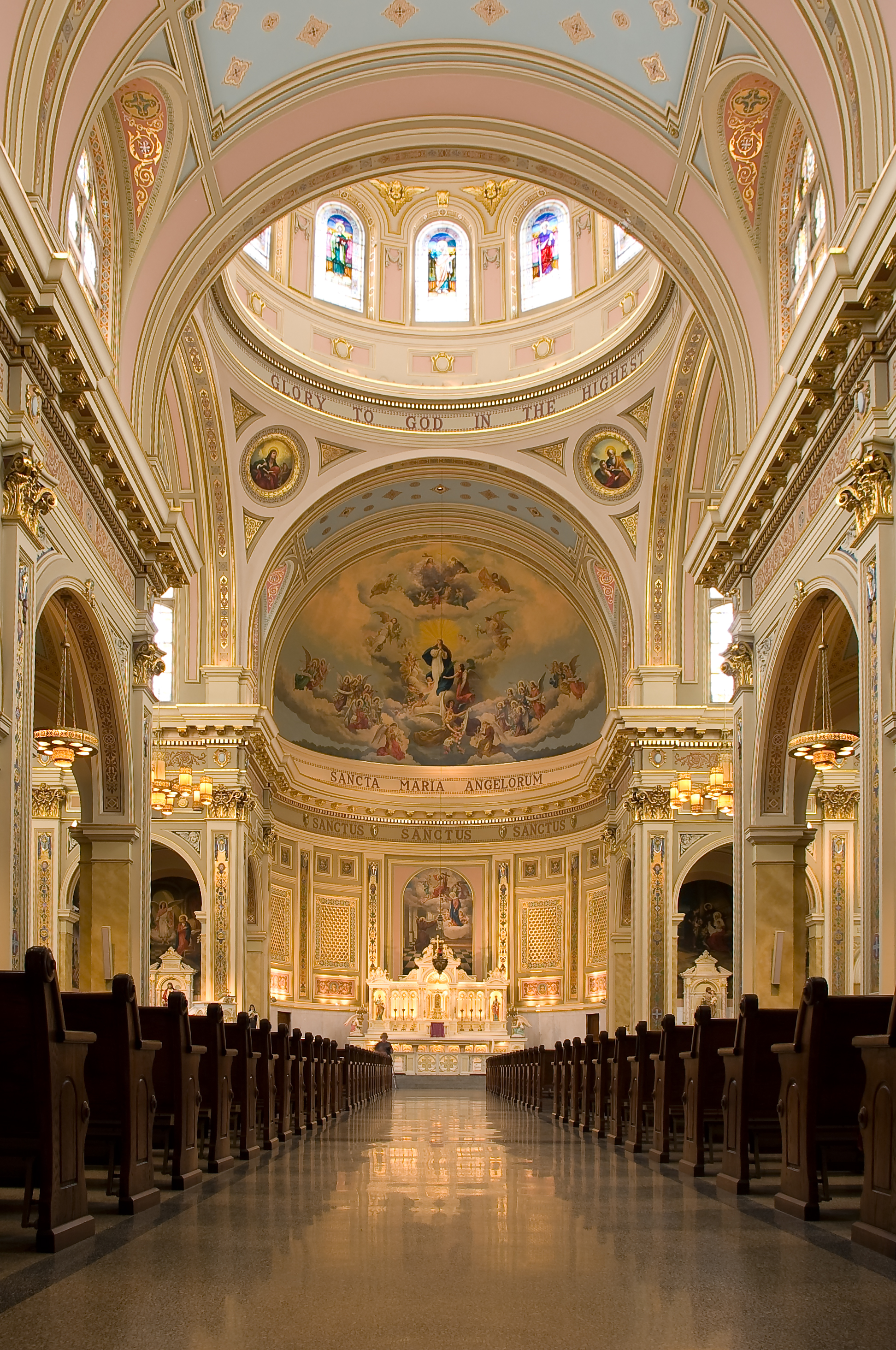
Nave

## 历史
该堂创建于1899年。服务于波兰裔。1914年8月2日新堂奠基。1920年5月30日祝圣。1920年代，该堂拥有1600个家庭，是芝加哥教区最大的一个堂区。战后肯尼迪高速公路的修建，迫使许多教友迁离。1978年，西班牙语的圣母领报堂并入。